# Justus D. Barnes
Justus D. Barnes (né le 2 octobre 1862 - mort le 6 février 1946) est un acteur américain. Il est membre de la compagnie Thanhouser de 1910 à 1917 et y participe à environ 80 films.

## Biographie
Justus Barnes est surtout connu pour son rôle de hors-la-loi dans le film Le Vol du grand rapide (1903), premier film américain avec une narration complète. Son image le présentant pointant une arme vers la caméra est une image iconique du cinéma américain qui a inspiré maintes reprises.
Barnes a également joué Ham Peggotty dans David Copperfield (1911), la plus vieille version filmée connue du roman de Charles Dickens.

## Filmographie

### Cinéma
- 1914 : Cardinal Richelieu's Ward : Huguet (en tant que Justus Barnes)
- 1914 : Joseph in the Land of Egypt : Undetermined Role
- 1915 : God's Witness : Judge
- 1917 : An Amateur Orphan (en) de Van Dyke Brooke : Dave's Father (en tant que Justus Barnes)
- 1917 : Cy Whittaker's Ward : Simmons (en tant que J.D. Barnes)
- 1917 : Her Life and His : Political Boss
- 1917 : Hinton et Hinton : Det. Denton
- 1917 : It Happened to Adele (en) de Van Dyke Brooke : Vincent's Uncle
- 1917 : The Candy Girl : Officer Quinn

### Courts-métrages
- 1903 : Le Vol du grand rapide
- 1910 : Young Lord Stanley
- 1911 : A Circus Stowaway
- 1911 : David Copperfield
- 1911 : The Declaration of Independence
- 1912 : Aurora Floyd
- 1912 : Cousins de Lucius Henderson
- 1912 : Nicholas Nickleby (en)
- 1912 : On Probation
- 1912 : The Baby Bride
- 1912 : The Portrait of Lady Anne
- 1912 : The Star of Bethlehem (en) de Lawrence Marston
- 1912 : The Voice of Conscience (en)
- 1912 : When Mandy Came to Town
- 1912 : When a Count Counted
- 1912 : With the Mounted Police
- 1913 : A Beauty Parlor Graduate
- 1913 : A Victim of Circumstances
- 1913 : An Amateur Animal Trainer
- 1913 : For Another's Sin
- 1913 : He Couldn't Lose
- 1913 : His Father's Wife
- 1913 : His Last Bet
- 1913 : Peggy's Invitation
- 1913 : The Dove in the Eagle's Nest
- 1913 : The Farmer's Daughters
- 1913 : The Missing Witness
- 1913 : Uncle's Namesakes
- 1913 : When Darkness Came
- 1913 : When the Studio Burned
- 1913 : While Mrs. McFadden Looked Out
- 1914 : A Can of Baked Beans
- 1914 : A Debut in the Secret Service
- 1914 : A Dog of Flanders
- 1914 : A Leak in the Foreign Office
- 1914 : Arty, the Artist
- 1914 : From the Shadows
- 1914 : Gold de Frederick Sullivan
- 1914 : His Enemy
- 1914 : In Peril's Path
- 1914 : Lucy's Elopement
- 1914 : Old Jackson's Girl
- 1914 : Percy's First Holiday
- 1914 : The Dancer
- 1914 : The Diamond of Disaster
- 1914 : The Harlow Handicap
- 1914 : The Harvest of Regrets
- 1914 : The Infant Heart Snatcher
- 1914 : The Mettle of a Man
- 1914 : The Mohammedan's Conspiracy
- 1914 : Their Best Friend
- 1914 : Two Little Dromios
- 1915 : Bianca Forgets
- 1915 : Bud Blossom
- 1915 : From the River's Depths
- 1915 : Helen Intervenes
- 1915 : His Two Patients
- 1915 : Love and Money
- 1915 : Mr. Meeson's Will
- 1915 : Nell's Strategy
- 1915 : Old Jane of the Gaiety
- 1915 : Snapshots
- 1915 : The Adventure of Florence
- 1915 : The Country Girl
- 1915 : The Final Reckoning
- 1915 : The Heart of the Princess Marsari
- 1915 : The Home of Silence
- 1915 : The House That Jack Moved
- 1915 : The Marvelous Marathoner
- 1915 : The Smuggled Diamond
- 1915 : Weary Walker's Woes
- 1916 : Arabella's Prince
- 1916 : Fear
- 1916 : Outwitted